# Hranice (okres Přerov)
Hranice (německy Mährisch Weißkirchen), někdy nesprávně uváděny též jako Hranice na Moravě (podle názvů železničních stanic), jsou město v okrese Přerov v Olomouckém kraji, 23 km severovýchodně od Přerova na soutoku Bečvy a Veličky, jihozápadně od Ostravy a východně od Olomouce. Město má rozlohu přibližně 52,5 km² a žije zde přibližně 18 tisíc obyvatel. Historicky hodnotné centrum města je chráněné jako městská památková zóna.
Na území města se nachází Hranická propast, nejhlubší ze (všech známých) zatopených sladkovodních jeskyní světa.

## Název
Jméno sídla (původně v jednotném čísle) pochází z dob, kdy bylo posledním osídleným místem (směrem od jihu) před pohraničním hvozdem. V poslední čtvrtině 13. století se v latinských pramenech objevuje Alba ecclesia (tj. Bílý kostel), které bylo přeloženo do němčiny jako Weissenkirchen. Latinské a německé označení pochází buď ze skutečnosti, že město náleželo premonstrátům (klášteru Hradisko u Olomouce), kteří nosili bílý oděv, nebo protože kostel v Hranicích byl nápadný svou bílou barvou. Zaměňování s jinými sídly pojmenovanými taktéž Bílý kostel (zejména Holíčem na Slovensku) vedl ve druhé polovině 19. století k připojení přívlastku Mährisch. Polsky se nazývá Granica.

## Geografická poloha

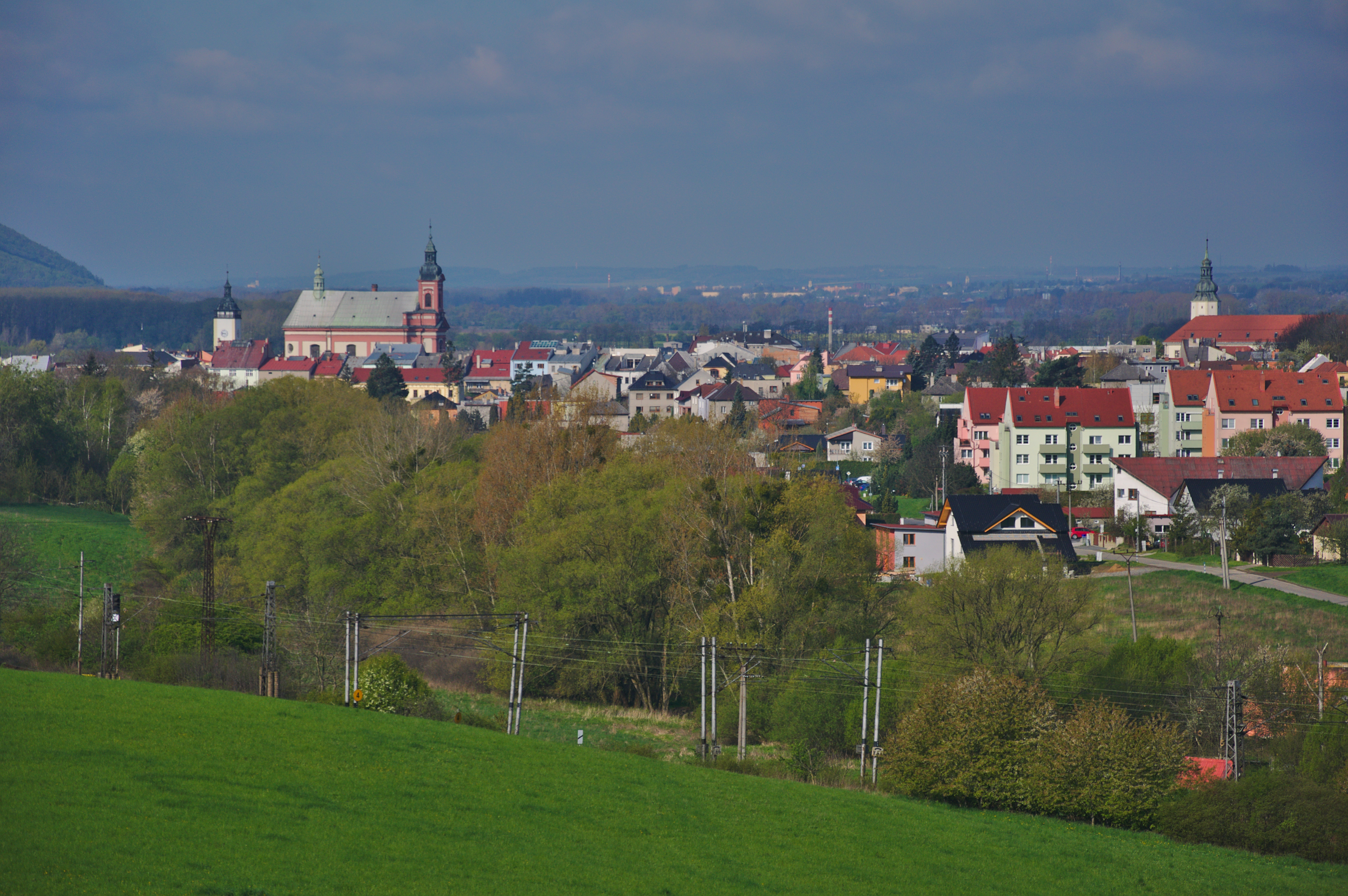
Pohled na město Hranice

Město Hranice leží v prostoru Moravské brány převážně na pravém břehu řeky Bečvy, v nadmořské výšce asi 260 m. Ta část Moravské brány, v níž leží Hranice, se nazývá Bečevská brána. Je vklíněna mezi Oderské vrchy a Podbeskydskou pahorkatinu (přesnějí podcelek/pohoří Maleník). Bečevská brána má ráz ploché pahorkatiny, jejíž výškové členění je od 205 m n. m. do 366 m n. m. Hranice patří k městům s velmi zajímavým přírodním prostředím. Město bylo založeno na terénní vyvýšenině v ohbí řeky Bečvy mezi jejími přítoky Ludinou a Veličkou a tak město dominuje okolní krajině. Nachází se v prostoru, v němž se soustřeďují dopravní a inženýrské koridory na hlavním železničním a silničním tahu Přerov–Ostrava s významnou odbočkou na Valašské Meziříčí, Beskydy, Vsetín a na Slovensko. Pro postavení města Hranic je významné sousedství lázní v Teplicích nad Bečvou. Sousedními obcemi sídla jsou Potštát, Radíkov, Jezernice, Olšovec, Týn nad Bečvou, Ústí, Bělotín, Milenov, Klokočí, Lipník nad Bečvou, Opatovice, Paršovice, Střítež nad Ludinou, Teplice nad Bečvou, Černotín a Hrabůvka.

## Obyvatelstvo

### Počet obyvatel
V roce 1995 počet obyvatel Hranic jako celku, tj. včetně místních částí, kulminoval a překročil 20 tisíc. Od té doby opět klesá.
Výrazně se mění i počet obyvatel v obcích připojených k Hranicím. Drahotuše v roce 1854 měly 1 282 obyvatel, po 140 letech v roce 1994 jich bylo 1 475. Někde však, jako třeba ve Středolesí a Uhřínově, je zaznamenáván trvalý pokles počtu obyvatel.
| Rok            | 1869  | 1880  | 1890  | 1900  | 1910  | 1921  | 1930   | 1950   | 1961   | 1970   | 1980   | 1991   | 2001   | 2011   | 2021   |
| -------------- | ----- | ----- | ----- | ----- | ----- | ----- | ------ | ------ | ------ | ------ | ------ | ------ | ------ | ------ | ------ |
| Počet obyvatel | 6 398 | 7 083 | 7 795 | 7 845 | 8 728 | 9 303 | 10 826 | 11 757 | 10 767 | 12 317 | 18 099 | 19 507 | 19 670 | 18 397 | 17 818 |

### Struktura populace

Věková struktura obyvatel obce Hranice roku 2011
Rodinný stav obyvatel obce Hranice roku 2011
Vzdělání obyvatel obce Hranice roku 2011

## Historie
Areál dnešního městského jádra Hranic byl prokazatelně osídlen již ve 12. století. Středověká osada vznikla jako přirozená hraniční výspa na okraji pomezního hvozdu mezi Moravou a Slezskem – dále od města směrem na sever již byly pouze těžko prostupné lesy. Odtud také pochází název současného města – Hranice. Pozdější německý název Weisskirchen vznikl až později v důsledku postavení původního gotického kostela, stávajícího do třicetileté války v místech současné fary, jenž tvořil svým bílým zdivem dominantu údolí řeky Bečvy – latinsky Alba Ecclesia, německy Weisskirchen (doslova Bílý kostel). V blízkosti města procházela tzv. Jantarová stezka, táhnoucí se po svazích Moravské brány a rozdělující se v Hranicích na dvě linie – severní větev pokračovala ve směru na Bělotín a Ostravu dále na sever, východní se otáčela východním směrem do bečevského údolí ve směru na Kelč a Valašské Meziříčí. Zejména ve 13. století hrály Hranice důležitou úlohu jako kolonizační centrum pro oblast dnešního Potštátska (východní hřebeny tzv. Železné brány).
Založení města je datováno řadou listin v rozmezí 12.–13. století, především falz, které vznikly v průběhu sporů o hranický újezd mezi kláštery Rajhradským (řád benediktinů) a Hradisko u Olomouce (premonstráti), přičemž na autorství největšího počtu falz se podepsal posledně zmiňovaný klášter.

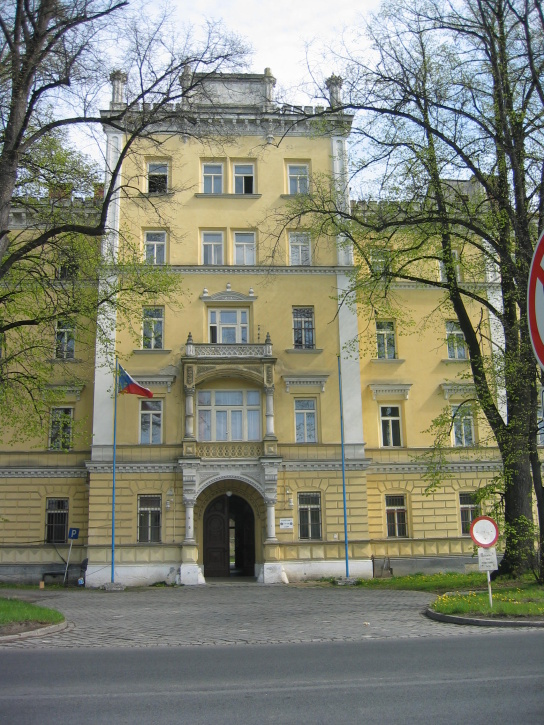
Vojenská akademie

První falzifikát, datovaný k roku 1169 (Granice), náleží Rajhradskému klášteru a patří také k těm historicky a geograficky nejvěrohodnějším. V této listině také figuruje legendární zakladatel města Hranic, poustevník Jurika (jmenovitě uváděn rajhradským nekrologiem k roku 1209), který v této oblasti skutečně působil a o kolonizaci území se nemalou měrou zasloužil. Další falzum, tentokrát premonstrátské, vzniklo roku 1250 (Hranicz) a je reakcí na vyvrcholení sporu mezi zmíněnými kláštery o hranický újezd.
Celý spor vznikl v důsledku církevních a politických tlaků, jejichž důsledkem se stala clunyjská církevní reforma: původně patřil olomoucký klášter Hradisko, stejně jako klášter v Rajhradě benediktinům. Se vznikem tzv. clunyjského hnutí a nových reformních tlaků v církvi (např. 12. stol.) došlo také ke vzniku nových řádů, jako premonstráti a cisterciácký řád, které byly novým trendům více nakloněny, než řády staré, tyto trendy podporovaly a na oplátku byly podporovány papežem. Odtud také pramenila nevraživost a rivalita „nových“ a „starých“ církevních řádů, která však kromě četných sporů dala vzniknout také takovým kulturním skvostům, jako je např. Codex gigas (neboli „Ďáblova bible“). Když byli v roce 1143 benediktini z olomouckého kláštera vytlačeni premonstráty, vznikly spory i o původně benediktinské majetky, které sice klášteru Hradisko nepatřily, ale byly v jeho blízkém okolí, zejména pokud jejich benediktinské vlastnictví netrvalo příliš dlouho, jako tomu bylo i v případě hranického újezdu. Premonstráti nakonec celý spor díky „nezvratným důkazům práva“, jako oblíbenost u papeže, vyhráli a benediktinský hranický újezd tak přešel roku 1222 do jejich vlastnictví. Zmiňované falzum z roku 1250 tak mělo definitivně stvrdit nezvratné majetkové nároky na hranický újezd.
Nehledě na historická falza zakládacích listin, město jako takové bylo skutečně vysazeno až v 3. třetině 13. století, a to hned dvakrát. V roce 1276 byla vydána klášterem Hradisko lokační listina, tentokrát již pravá, k založení města Alba Ecclesia (v tu dobu již existovala osada v jižní části ostrožny a pod ní). Během rozbrojů po smrti českého krále Přemysla Otakara II. bylo lokované město zpustošeno, a proto bylo po roce 1282 lokováno znovu. K roku 1296 se již v listinách mluví o Hranicích jako o městečku.
V období do husitských válek bylo město s přilehlými majetky častým artiklem premonstrátských zástav, a majitelé újezdu se proto velmi rychle střídali. Kvalitativně novou etapou v dějinách města nastolilo obsazení města husitskými vojsky (Jana Tovačovského z Cimburka) roku 1427. Počínaje tímto okamžikem se Hranice staly součástí tehdy mohutného „impéria“ nepsaných vládců husitské a pohusitské Moravy – pánů z Cimburka. Za vlády Jana a Ctibora Tovačovských z Cimburka byly Hranice opevněny kamennými hradbami (1435–1460), původně dřevěná městská tvrz, již pravděpodobně vybudovali v místech dnešního zámku někteří ze zástavních držitelů města, byla přestavěna na malý kamenný hrádek.
Roku 1470 získal hranické panství společně s hradem pan Albrecht Kostka z Postupic, nejvyšší komorník zemského soudu v Olomouci. Na hradě ovšem mnoho nepobýval a pro značné zadlužení byl brzy nucen hrad s městem zastavit panu Janu Bělíkovi z Kornic. Nehledě na tuto zástavu ale hrad s přináležejícím zbožím roku 1475 prodal za 4 000 zlatých a tři životy (termín „tři životy“ znamená možnost držby v zástavě po dobu tří generací rodu, tj. po dobu života pana Viléma a jeho dvou nástupců) pánům Vilému a Janovi z Pernštejna. Tato obchodní transakce ovšem poněkud komplikovala situaci, poněvadž právoplatnými majiteli jednoho a téhož panství se stali zároveň pan Jan Bělík a pan Vilém z Pernštejna. Není známo, jak se celá věc urovnala, ale k roku 1477 byl již pánem na Hranicích Vilém. Pernštejnové vlastnili město Hranice mezi léty 1475–1547. S jejich vládou je spojen rozkvět hranického panství i města samotného. Došlo také k další přestavbě městského hradu, jenž byl významně rozšířen (snad mezi rokem 1480 a 1514). Z této doby také pochází válcový základ dnešní zámecké věže.
Již za svého života, roku 1507, Vilém pro lepší správu panství rozdělil své statky mezi své dva syny, Jana a Vojtěcha, přičemž Hranické panství s hradem připadlo prvně jmenovanému, tedy Janovi, ten celé panství také zdědil. Jeho rozhazovačný, značně nákladný život a potřeba splatit dluhy ho roku 1547 přinutily prodat všechno hranické zboží Václavu Haugvicovi z Biskupic. Haugvic podržel město sotva 6 let a již v dubnu 1553 je prodal vladykovi Janu Kropáči z Nevědomí (na Hranicích v letech 1553–1572).
Pod vlastnictvím Jana Kropáče z Nevědomí zažilo město jednu z posledních renesancí svého rozkvětu. Poněvadž si Jan Kropáč vybral Hranice jako sídelní město, došlo k novým urbanisticko-architektonickým úpravám historického jádra, přičemž pozornost se soustředila především na sídlo samotné – tedy původně pernštejnský hrad, který byl přebudován na výstavný trojkřídlý renesanční zámek. Vlastní budova zámku se od dnešní stavby se lišila pouze západním křídlem, jež bylo o něco kratší než dnes, a také severním zakončením zámku, neboť severní arkádové křídlo ještě nestálo a zámek tak byl v tuto stranu oddělen od hospodářské části pouze příkopem, a úpravou vstupní (dnes Zámecké) ulice. Stará pernštejnská původně cele válcová věž dostala osmibokou nástavbu a byla zastřešena kuželovou střechou s podsebitím.
Po smrti Jana Kropáče se na Hranicích vystřídalo několik majitelů (Jan ml. ze Žerotína, Frydrych ze Žerotína, Jan Jetřich z Kunovic), mezi léty 1600–1609 vlastnil město Zdeněk Žampach z Potštejna (z období jeho působení pochází korouhvička na zámecké věži a unikátní arkádové severní křídlo zámku).
Posledním majitelem Hranic, jenž ve městě sídlil, byl Václav Mol z Modřelic. Jeho podpis najdeme především v bohužel vlivem času dosti poničených zámeckých interiérech. Za stavovského povstání proti Habsburkům byl Václav Mol zvolen mezi 12 moravských direktorů za panský stav, kteří převzali prozatímní vládu na Moravě. Po bitvě na Bílé hoře bylo město se zámkem roku 1620 vzato pod kontrolu císařskými vojsky. 31. května 1621 byl zatčen spolu s dalšími šlechtici Václav Mol a uvržen do vězení v Olomouci. Jeho zkonfiskovaný majetek získal roku 1622 biskup a kardinál František Josef z Ditrichštejna trvale sídlící v Olomouci. Ten město i přes ozbrojený odpor hranických měšťanů převzal a po peripetiích třicetileté války téměř na tři sta let začlenil do ditrichštejnského dominia. Město se však opakovaně dostalo pod kontrolu evangelických vzbouřenců, mj. pod vedením Jana Adama z Víckova, v rámci tzv. Valašského povstání.
Roku 1884 zde postupně vznikla továrna na pumpy, čerpadla a vodovody, jeden z největších podniků svého druhu v Rakousku-Uhersku, vybudovaný původně plzeňským podnikatelem Antonínem Kunzem.
Dne 23. června 1924 oficiálně navštívil město a hranickou vojenskou akademii prezident T. G. Masaryk. V letech 1983 až 1988 zde byla dislokována sovětská raketová brigáda s mobilními odpalovacími zařízeními. Byla první sovětskou jednotkou staženou z území tehdejšího Československa (na základě smlouvy o úplné likvidaci raket středního doletu mezi Spojenými státy americkými a Sovětským svazem).

## Seznam majitelů hranického panství

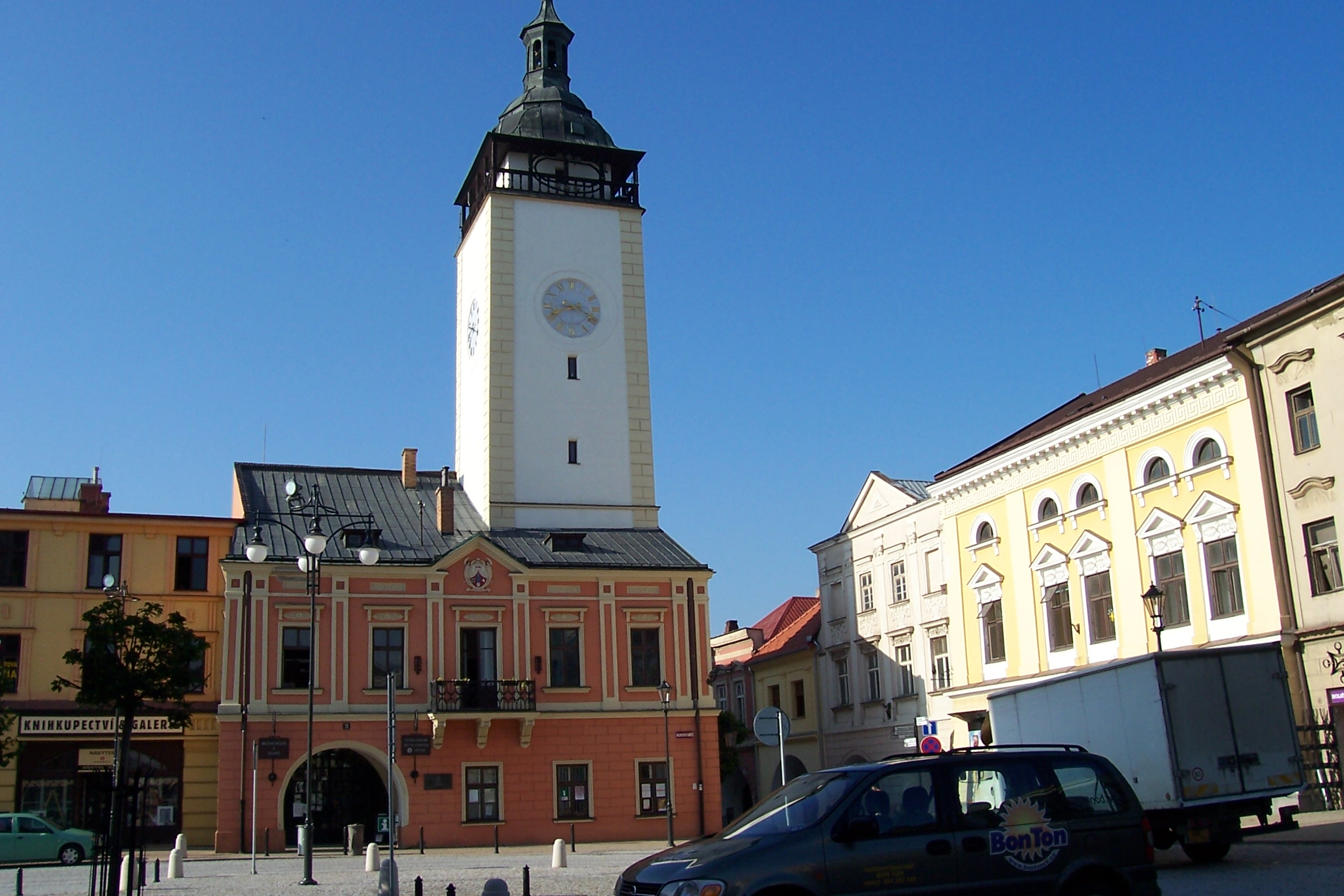
Náměstí s radnicí

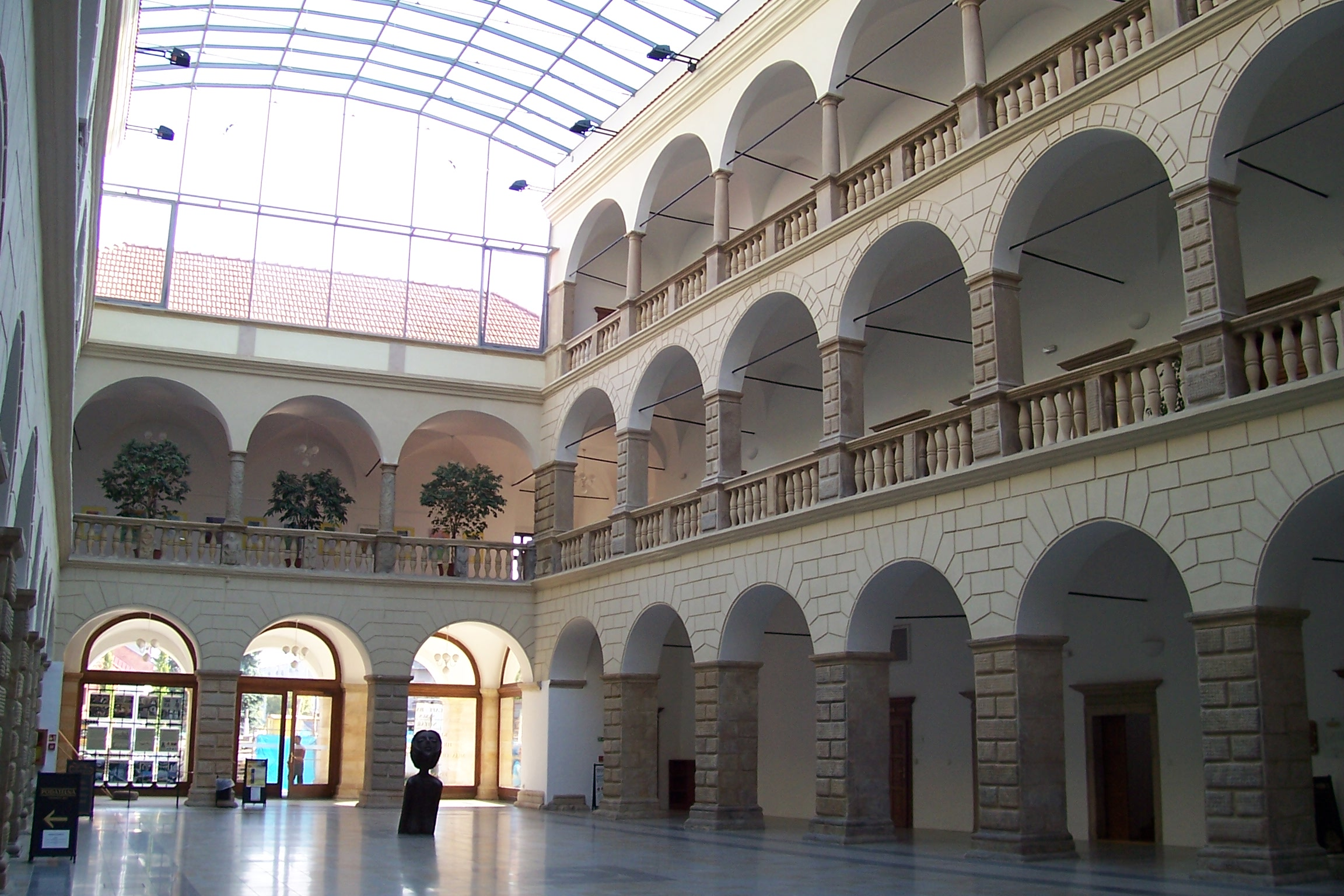
Nádvoří zámku

- Rajhradský (Břevnovský) klášter (?–1222)
- Klášter Hradisko u Olomouce (1222–1428/1430)
- Beneš z Branice (?–1282)
- Mikuláš Tunkl (1398–1410)
- Jan Tovačovský z Cimburka (asi 1428–1464)
- Ctibor z Cimburka (1464–1470)
- Albrecht Kostka z Postupic (1470–1475)
- Vilém z Pernštejna (1475–1507)
- Jan z Pernštejna (1507–1547)
- Václav Haugvic z Biskupic (1548–1553)
- Jan Kropáč z Nevědomí (1553–1572)
- Anna Kropáčka (1572–1585)
- Jan Jetřich z Kunovic (1588–1600)
- Jan Skrbenský z Hříště (1596–1600)
- Zdeněk Žampach z Potštejna (1600–1609)
- Karel Pergar z Pergu (1609–1612)
- Václav Mol z Modřelic (1612–1622)
- František Josef z Ditrichštejna (1622–1633)
- Maxmilián z Ditrichštejna (1636–1655)
- Ferdinand Josef z Ditrichštejna (1655–1698)
- Leopold Ignác z Ditrichštejna (1698–1708)
- Walter Xaver z Ditrichštejna (1708–1738)
- Karel Maxmilián z Ditrichštejna (1738–1784)
- Karel Jan z Ditrichštejna (1784–1808)
- František Josef z Ditrichštejna (1808–1854)
- Josef z Ditrichštejna (1854–1858)
- Gabriela Hatzfeldová, rozená Ditrichštejnová (1858–1909)
- Michael Robert z Althannu (1909–1919)
- Michael Karel z Althannu (1919–1945)

## Doprava

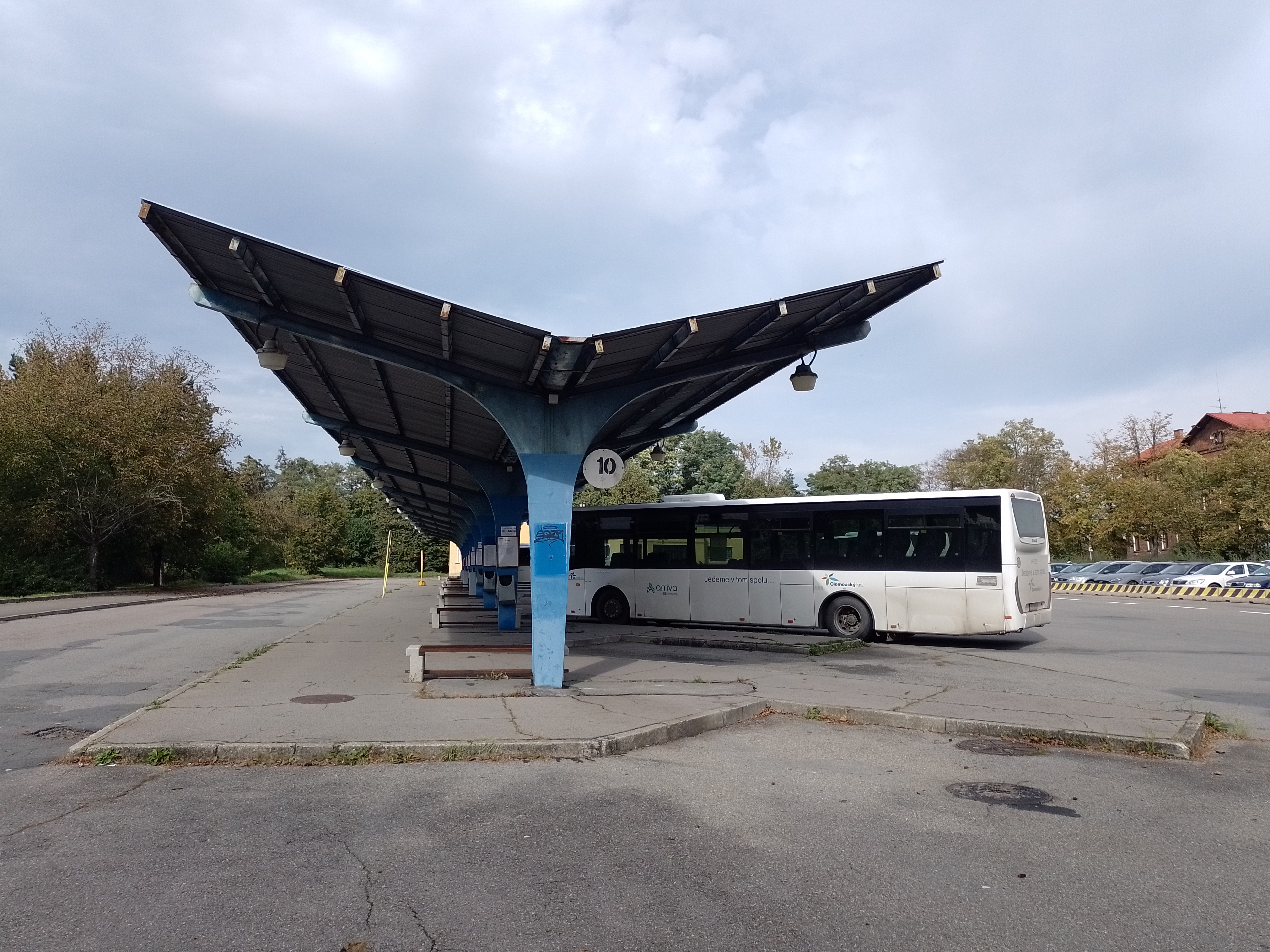
Autobusová stanice

Územím města prochází dálnice D1 s exitem 308-Hranice. Městem prochází silnice I/47 v úseku Lipník nad Bečvou – Odry, a z ní se odpojuje silnice I/35 na Valašské Meziříčí. Od dálnice do města vede silnice II/440 ze směru od Potštátu, která končí na silnici I/35. Silnice III. třídy na území města jsou:
- III/04726 Drahotuše – I/47 – Rybáře
- III/4382 Hranice – Teplice nad Bečvou – Valšovice – Paršovice
- III/44021 ze silnice II/440 – Velká – Drahotuše
- III/44022 Velká – Lhotka
- III/44023 Velká – Hrabůvka
- III/44025 Drahotuše – Klokočí – Milenov – Uhřínov – Středolesí
- III/44026 (ulice K Nádraží v Drahotuši)
- III/44027 (ulice Nádražní v Hranicích)
- III/44029 (ulice Lipnická a Hranická v Drahotuši)

Ve městě je železniční uzel. Prochází tudy železniční trať Přerov–Bohumín a trať Hranice na Moravě – Púchov. Zastavují zde spoje jak Českých drah, tak i soukromých dopravců Leo Express a RegioJet. Název železniční stanice je Hranice na Moravě a často se mylně přenáší na samotné město.

## Sport

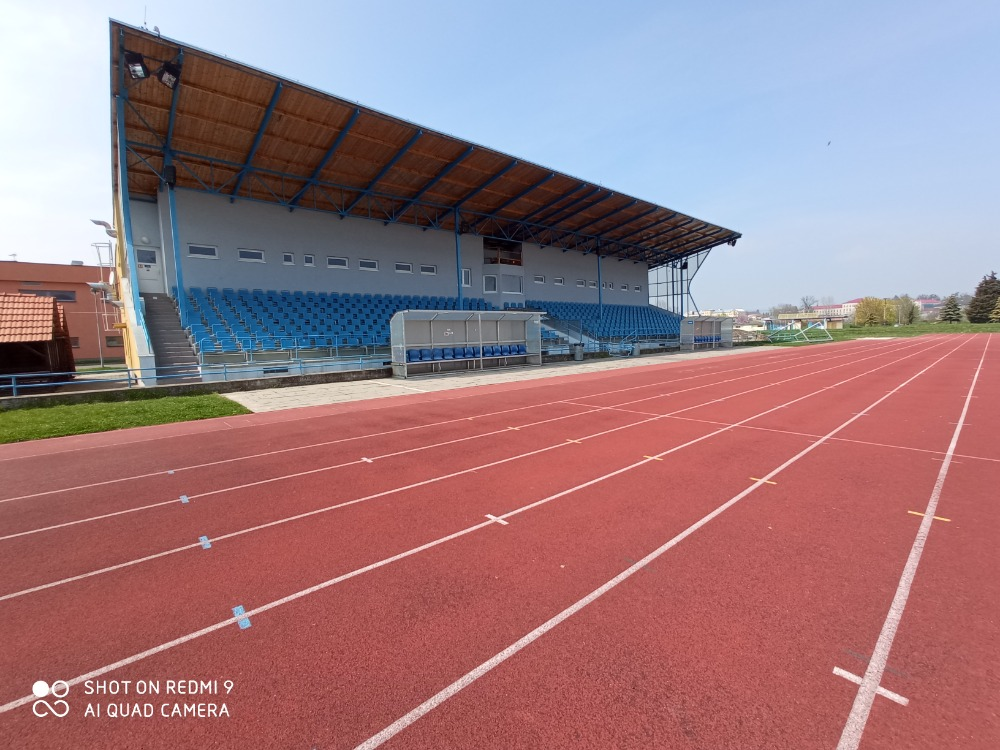
Stadion SK Hranice

Nejúspěšnějším hranickým sportovním klubem je mužský házenkářský klub TJ Cement Hranice. V české 2. nejvyšší soutěži působí nepřetržitě od roku 1993. Dvakrát v ní získal stříbrné medaile (2012/13, 2013/14) a jednou bronzové (2015/16). V roce 2013 získal český pohár. Posléze přišel pokles výkonnosti, který vyvrcholil v roce 2022 sestupem, který se však nakonec nekonal, neboť extraliga byla rozšířena na 14 účastníků. Cement hraje své domácí zápasy v hale TJ Cement Hranice v Žáčkově ulici.
V Hranicích působí též fotbalové kluby SK Hranice a FC Dukla Hranice.

## Pamětihodnosti
- Synagoga (nyní galerie)
- Židovský hřbitov

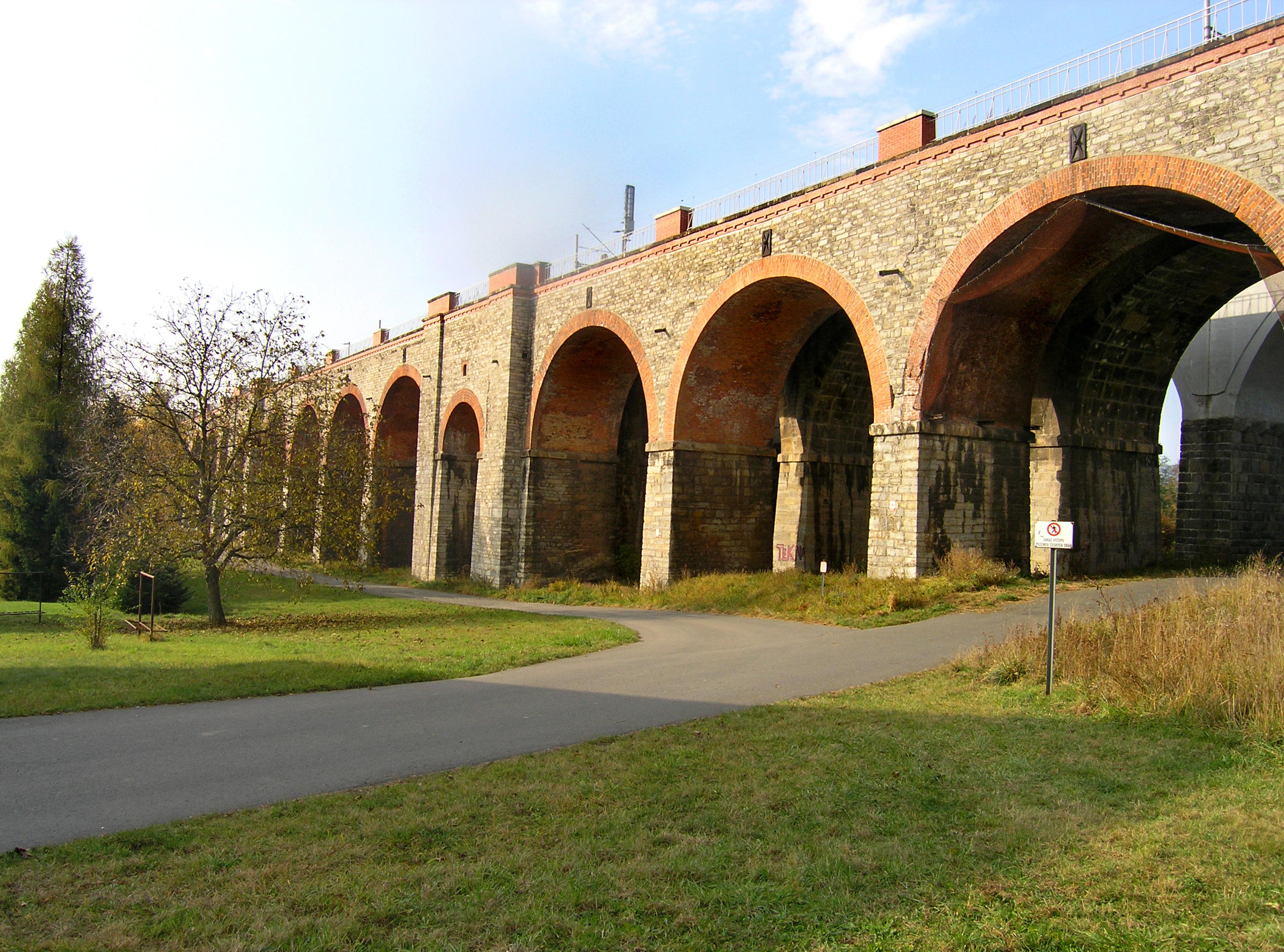
Technická památka Hranické viadukty

- Barokní kostel Stětí sv. Jana Křtitele
- Renesanční zámek (nyní městský úřad)
- Pozdně gotické městské opevnění
- Městská radnice s gotickým sálem (nyní informační centrum)
- Neorenesanční komplex budov vojenské akademie, s téměř kilometr dlouhou chodbou na které trénoval běh i Emil Zátopek[19]
- Sídlo bývalé firmy Ant. Kunze (na třídě 1. máje)
- Hranické železniční viadukty
- Železniční tunel ve Slavíči
- Hranická propast, podle zjištění z roku 2020 je hloubka zatopené části pravděpodobně kolem 1 km, což z ní činí nejhlubší zatopenou sladkovodní jeskyni světa.[20]
- Meteorologický sloup[21]

## Osobnosti
- Daniel Vetter (1592 – asi 1669), autor prvního českého cestopisu o Islandu
- Jakob Julius David (1859–1906), spisovatel a novinář
- Richard Heller (1862–1933), průmyslník, diplomat, majitel závodu na výrobu sukna, flanelu a módního zboží[22]
- Bohuslav Ečer (1893–1954), soudce Mezinárodního soudu v Haagu
- Oskar Leo Stern (1900–1972), přední lékař Mexico City, prezident Společnosti mexicko-československého přátelství[23]
- Ladislav Vlodek (1907–1996), akademický malíř, sochař a grafik
- Ota Bartošek (1908–1943), důstojník československé armády, popravený nacisty
- František Hejný (1911–1990), český advokát a poválečný politik
- Jiří Brdečka (1917–1982), spisovatel, scenárista a režisér
- Milan Píka (1922–2019), brigádní generál, člen zahraničního odboje a příslušník RAF
- Armin Delong (1925–2017), světově uznávaný fyzik a zakladatel československé elektronové mikroskopie
- Gustav Oplustil (1926–2022), televizní a rozhlasový scenárista a dramaturg
- Antonín Ličman (1946–2018), malíř a grafik[24]
- Milan Hein (* 1946), divadelní herec, publicista, moderátor
- Marta Skarlandtová (* 1948), moderátorka
- Zdeněk Merta (* 1951), skladatel, producent, interpret
- Petr Lutka (* 1952), folkový písničkář
- Dalibor Janda (* 1953), zpěvák
- Aleš Opata (* 1964), náčelník Generálního štábu Armády České republiky v letech 2018 až 2022
- Petr Marek (* 1974), filmový režisér, improvizátor, pedagog, frontman kapel Midi Lidi a Muzikant Králíček

## Části města

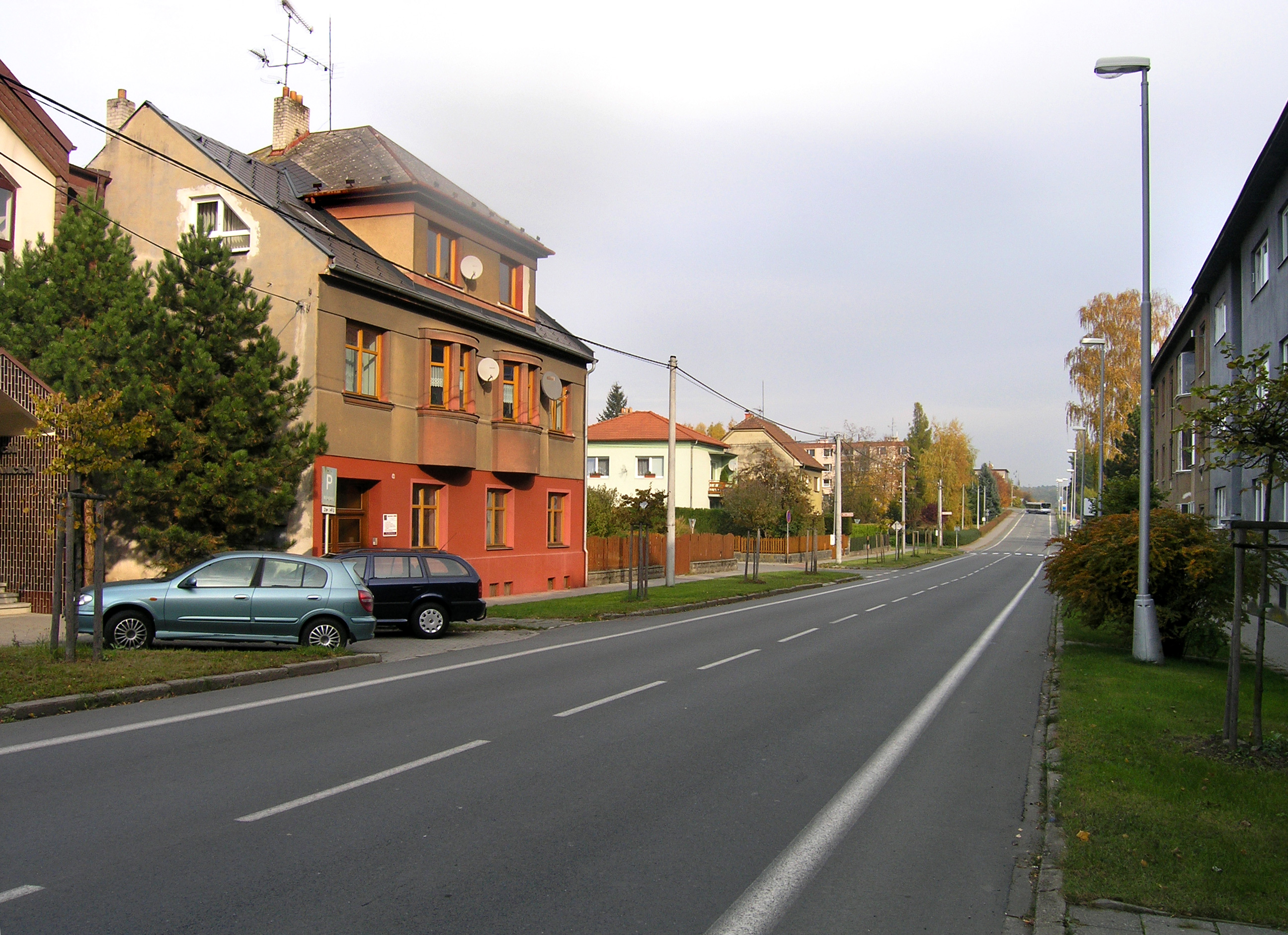
Nádražní ulice

Katastrální území má rozlohu 5 251 ha (52,51 km²). Město se skládá ze dvou nesousedících území rozdělených územím obcí Hrabůvka, Milenov a Klokočí a je tvořené částmi:
Město:
- I-Město
- II-Lhotka
- III-Velká
- IV-Drahotuše
- V-Rybáře
- VI-Valšovice
- VII-Slavíč (ke zbytku území připojena úzkým pásem podél Bečvy)

Exkláva:
- VIII-Středolesí
- IX-Uhřínov

Součástí města byla v letech 1976–1990 také obec Olšovec.

## Partnerská města
- Hlohovec, Slovensko
- Konstancin-Jeziorna, Polsko
- Leidschendam-Voorburg, Nizozemsko
- Slovenske Konjice, Slovinsko